# Grigoris Kastanos
Grigoris Kastanos (griechisch Γρηγόρης Κάστανος; * 30. Januar 1998 in Paralimni) ist ein zyprischer Fußballspieler, der aktuell als Leihspieler der US Salernitana für Hellas Verona spielt. Der Mittelfeldspieler ist seit März 2015 zyprischer Nationalspieler.

## Karriere

### Verein
Der in Paralimni, Famagusta geborene Grigoris Kastanos spielte in der lokalen Jugendabteilung von Enosis Neon Paralimni, bevor er im Januar 2014 in die Nachwuchsakademie von Juventus Turin wechselte. In der Saison 2014/15 spielte er mit 16 Jahren bereits regelmäßig in der U19-Mannschaft und sammelte mit dieser Altersklasse in der UEFA Youth League auch erste Erfahrungen im internationalen Vereinsfußball. In den nächsten eineinhalb Jahren stieg er zum Leistungsträger im Mittelfeld der Primavera auf.
Um Spielpraxis auf höherem Niveau zu sammeln, wechselte er am 19. Januar 2017 bis zum Ende der Saison 2016/17 zu Delfino Pescara 1936, einem Ligakonkurrenten von Juventus in der höchsten italienischen Spielklasse. Sein Debüt gab er am 28. Januar 2017 (22. Spieltag) bei der 0:3-Auswärtsniederlage gegen Inter Mailand, als er in der Startformation stand und in der 81. Spielminute für Andrés Cubas ausgetauscht wurde. Bei I Delfini wurde er hauptsächlich als Einwechselspieler eingesetzt, weshalb er in seinen acht Ligaeinsätzen den Abstieg der Mannschaft als Tabellenletzter nicht verhindern konnte.
Am 26. Juli 2017 wurde er zusammen mit dem Torhüter Nicola Leali an den belgischen Erstdivisionär SV Zulte-Waregem ausgeliehen. Bei Essevee musste er jedoch zwei Monate auf seinen ersten Einsatz warten, welcher letztlich bei der 1:5-Heimniederlage gegen den OGC Nizza in der UEFA Europa League am 14. September 2017 aufgrund einer Einwechslung in der Schlussphase auch nur von kurzer Dauer war. In einem halben Jahr in Belgien bestritt er lediglich vier Pflichtspiele. Ende Dezember 2017 war die Spielzeit für ihn aufgrund einer Verletzung an der Leiste vorzeitig beendet, weshalb er bereits im Januar 2018 wieder nach Turin zurückkehrte.
Die darauffolgende Spielzeit 2018/19 verbrachte Kastanos bei der U23-Mannschaft von Juventus in der Serie C. Dort entwickelte er sich unter Mauro Zironelli als Stammspieler im Mittelfeld. Am 28. Oktober 2018 (9. Spieltag) gelang ihm bei der 2:3-Auswärtsniederlage gegen Lucchese 1905 sein erstes Saisontor. Im Dezember 2018 war er erstmals im Spieltagskader der ersten Mannschaft gelistet. Sein Serie-A-Debüt gab er am 13. April 2019 (32. Spieltag) bei der 1:2-Auswärtsniederlage gegen SPAL Ferrara, bei der er startete, aber nach einer gespielten Stunde von Hans Nicolussi Caviglia ersetzt wurde. Dieser Einsatz blieb sein Einziger für die Herren, während er parallel dazu 30 Ligaspiele für die U23 absolvierte, in denen er zwei Torerfolge verbuchen konnte.
Zur nächsten Saison 2019/20 wechselte er abermals auf Leihbasis zu Delfino Pescara 1936. Beim Zweitligisten gelang ihm nicht der endgültige Sprung in die Startformation und nach 26 Ligaeinsätzen kehrte er abermals zu Juventus zurück.
Am 12. September 2020 schloss er sich in einem Leihgeschäft für die gesamte Spielzeit 2020/21 dem Zweitligisten Frosinone Calcio an. Sein Debüt bestritt er am 26. September (1. Spieltag) bei der 0:2-Heimniederlage gegen den FC Empoli.
Zur Saison 2021/22 folgte die Leihe zur US Salernitana, die Kastanos im Sommer 2022 fest verpflichtete. Nach 3 Jahren verließ er Salerno zur Saison 2024/25 per Leihe mit Kaufoption und wechselte zu Hellas Verona.

### Nationalmannschaft
Am 28. März 2015 debütierte Kastanos bei der 0:5-Auswärtsniederlage gegen Belgien in der Qualifikation zur Europameisterschaft 2016 mit nur 17 Jahren für die zyprische Nationalmannschaft, als er in der 84. Spielminute für Constantinos Makrides eingewechselt wurde. Am 13. Oktober 2018 erzielte er bei der 1:2-Auswärtsniederlage gegen Bulgarien in der UEFA Nations League sein erstes Länderspieltor.

## Erfolge
Juventus Turin
- Italienischer Meister: 2018/19